# 2017 K리그 자유선발
2016년부터 다시 자유선발제가 부활하여, K리그 신인 선수들은 우선지명과 자유선발을 통해 각 구단에 입단하게 되었다.

## 지명방법 구분
2017년 신인은 우선지명과 자유선발을 통해 각 구단에 입단하게 된다. K리그 구단 산하 유소년 클럽 출신 신인선수는 클럽 우선지명으로 해당 구단에 입단하는 것이 원칙이다. 구단은 클럽 우선지명 선수에게 계약금을 지급할 수 있고, 계약금 최고 1억 5천만 원, 계약기간 5년, 기본급 3,600만원으로 계약할 수 있다. 계약급 미지급 선수는 계약기간 3~5년, 기본급 2,000만 원~3,600만 원이다. 한편, 우선지명되지 않은 선수는 10월부터 자율적으로 소속 클럽을 포함한 모든 구단과 입단 협의를 할 수 있다.
우선지명 선수를 제외하고 2016년부터 입단하는 모든 신인선수들은 자유선발로 선발된다. 각 구단은 S등급(계약금 최고 1억 5천만 원, 기본급 3,600만원, 계약기간 5년) 3명을 자유선발 할 수 있고, 계약금을 지급하지 않는 A등급(기본급 2,400~3,600만 원, 계약기간 3~5년), B등급(기본급 2,000만 원, 계약기간 1년) 선수를 무제한으로 영입할 수 있다.
| 명칭                | 명칭                | 계약금             | 연봉                       | 계약 기간 |
| 클럽 유스 우선 지명 | 클럽 유스 우선 지명 | 최고 1억 5,000만원 | 기본급 3,600만원           | 5년       |
| 클럽 유스 우선 지명 | 클럽 유스 우선 지명 | 미지급             | 기본급 2,000만 ~ 3,600만   | 3 ~ 5년   |
| 자유선발            | S등급 (3명)         | 최고 1억 5,000만원 | 3,600만원                  | 5년       |
| 자유선발            | A등급 (무제한)      | 미지급             | 기본급 2,400만 ~ 3,600만원 | 3 ~ 5년   |
| 자유선발            | B등급 (무제한)      | 미지급             | 2,000만원                  | 1년       |

## 지명 결과

### 클럽유스 우선지명
| 지명팀 (유스 고교)                     | 프로 직행 선수         | 대학 진학 선수                                                                         | 과거 우선지명 선수 중 2017년 입단자 |
| -------------------------------------- | ---------------------- | -------------------------------------------------------------------------------------- | ----------------------------------- |
| FC 서울 (오산고)                       |                        | 강상희, 이준서, 심성호, 차오연, 정성욱, 조상현, 이태준, 정항력, 김진규                 | 2014년 박민규 2015년 김민준, 황기욱 |
| 전북 현대 모터스 (영생고)              | 유승민, 이재형         | 강정원, 김민후, 서동건, 이시헌, 이찬희                                                 |                                     |
| 제주 유나이티드 (제주 유나이티드 U-18) |                        | 김태오, 전범석, 이건희, 김기림, 양준혁, 이재호, 이의형, 백인복, 임혁규                 | 2016년 김무건                       |
| 울산 현대 (현대고)                     | 이상헌, 문정인         | 최지묵, 장재원, 설영우, 홍창범, 이형경, 육근혁                                         | 2013년 이지훈 2014년 남희철         |
| 전남 드래곤즈 (광양제철고)             | 김성주                 | 이성식, 김상윤, 김효찬, 윤현빈, 정진구, 신지훈, 황태현, 김병호, 한승범                 | 2015년 이유현, 박대한               |
| 상주 상무 (용운고)                     |                        | 윤예찬, 진진오, 공태현, 김성현, 신지민, 문명기, 박준용, 한정우, 이승준, 하승완, 김건우 |                                     |
| 수원 삼성 블루윙즈 (매탄고)            | 유주안                 | 안찬기, 박대원, 윤서호, 장문원, 유수빈, 이용언, 박상혁, 박민호, 김성태, 주원혁         | 2015년 송준평, 윤용호, 주현호       |
| 광주 FC (금호고)                       |                        | 김태곤, 장우석, 강지원, 정상규, 오석진, 주승찬, 엄원상, 이희균, 신현철                 | 2013년 박형민, 임대준 2015년 나상호 |
| 포항 스틸러스 (포항제철고)             | 이승모                 | 조성훈, 김종인, 설인석, 김규표, 채현기, 최재영, 박지명                                 | 2015년 이상기                       |
| 인천 유나이티드 (대건고)               | 김진야, 김보섭, 명성준 | 박형준, 최산, 조백상                                                                   | 2014년 이정빈 2016년 박명수         |
| 성남 FC (풍생고)                       | 김민규, 이시환         | 강찬구, 권지성, 김기열, 김동욱, 박희륜                                                 | 2014년 이성재                       |
| 수원 FC (수원 FC U-18)                 |                        | 황우재, 윤준혁, 이태형, 박건우, 장진우, 전정호                                         |                                     |
| 대구 FC (현풍고)                       | 손석용, 조용재         | 심동휘                                                                                 |                                     |
| 강원 FC (강릉제일고)                   |                        | 이건호, 김민규, 최종우, 홍준호                                                         |                                     |
| 부산 아이파크 (개성고)                 | 김정호                 | 권준희, 이상원, 이준혁, 김도균, 황준호, 성호영, 권예성                                 | 2015년 이동준                       |
| 대전 시티즌 (충남기공고)               | 황재정                 | 송치봉, 이정문, 이광재, 윤성한                                                         |                                     |
| 경남 FC (진주고)                       |                        | 강동우, 최태욱                                                                         |                                     |
| FC 안양 (안양공고)                     |                        | 이중호, 유비, 이지환, 강보경, 김승호                                                   |                                     |
| 부천 FC (부천 FC U-18)                 | 박준민                 |                                                                                        |                                     |

### 자유계약
자유계약은 K리그 클래식과 K리그 챌린지 참가팀이 S등급 최대 3명, A, B등급은 무제한으로 선발하여 공시할 수 있다.
| 구단               | 자유계약 선수 |
| ------------------ | --- |
| FC 서울            | 김한길 (아주대), 전호준 (아주대), 윤종규 (신갈고), 손무빈 (동북고), 박성민 (부평고)                                 |
| 전북 현대 모터스   | 김민재 (경주 한수원), 국태정 (단국대), 허준호 (호남대), 박원재 (중앙대)                                             |
| 제주 유나이티드    | 김현욱 (한양대), 이건철 (경희대), 이은범 (서남대), 이준혁 (아주대)                                                  |
| 울산 현대          | 한승규 (연세대), 장성재 (고려대), 이은성 (고려대)                                                                   |
| 전남 드래곤즈      | 임민혁 (고려대), 최재현 (광운대), 김현태 (영남대)                                                                   |
| 수원 삼성 블루윙즈 | 이상민 (고려대), 김준형 (송호대)                                                                                    |
| 광주 FC            | 이중서 (영남대), 이순민 (영남대), 황인혁 (동국대), 김지수 (조선대)                                                  |
| 포항 스틸러스      | 이명건 (동의대), 장철용 (남부대)                                                                                    |
| 인천 유나이티드    | 김동민 (인천대), 김석호 (가톨릭관동대), 하창래 (중앙대), 김희수 (상지대)                                            |
| 성남 FC            | 문지환 (단국대), 이현일 (용인대), 김윤수 (영남대), 고병일 (고려대), 이건엽 (서울대), 이승현 (홍익대), 황원 (동아대) |
| 수원 FC            | 최원철 (용인대), 류언재 (인천대)                                                                                    |
| 대구 FC            | 김경준 (영남대), 주한성 (영남대), 이현우 (용인대), 민경민 (중원대), 이해웅 (신갈고), 정충엽 (부평고)                |
| 강원 FC            | 임찬울 (한양대), 유청인 (숭실대), 안수민 (동국대), 김민준 (한남대), 안중근 (서울문화예대)                           |
| 부천 FC 1995       | 고명석 (홍익대), 이정찬 (홍익대)                                                                                    |
| 부산 아이파크      | 김문환 (중앙대) |
| 서울 이랜드 FC     | 강상민 (연세대), 정희웅 (청주대), 김희원 (청주대), 김연수 (강릉시청)                                                |
| 대전 시티즌        | 공용훈 (용인대), 박우정 (경희대), 조상범 (호남대)                                                                   |
| 경남 FC            | 김상우 (한양대), 김의원 (동북고)                                                                                    |
| FC 안양            | 한의혁 (열린사이버대), 최재훈 (중앙대), 이상용 (전주대), 심재훈 (상지대)                                            |
| 안산 그리너스 FC   | 이건 (중앙대) |